# Peter Wolbrandt

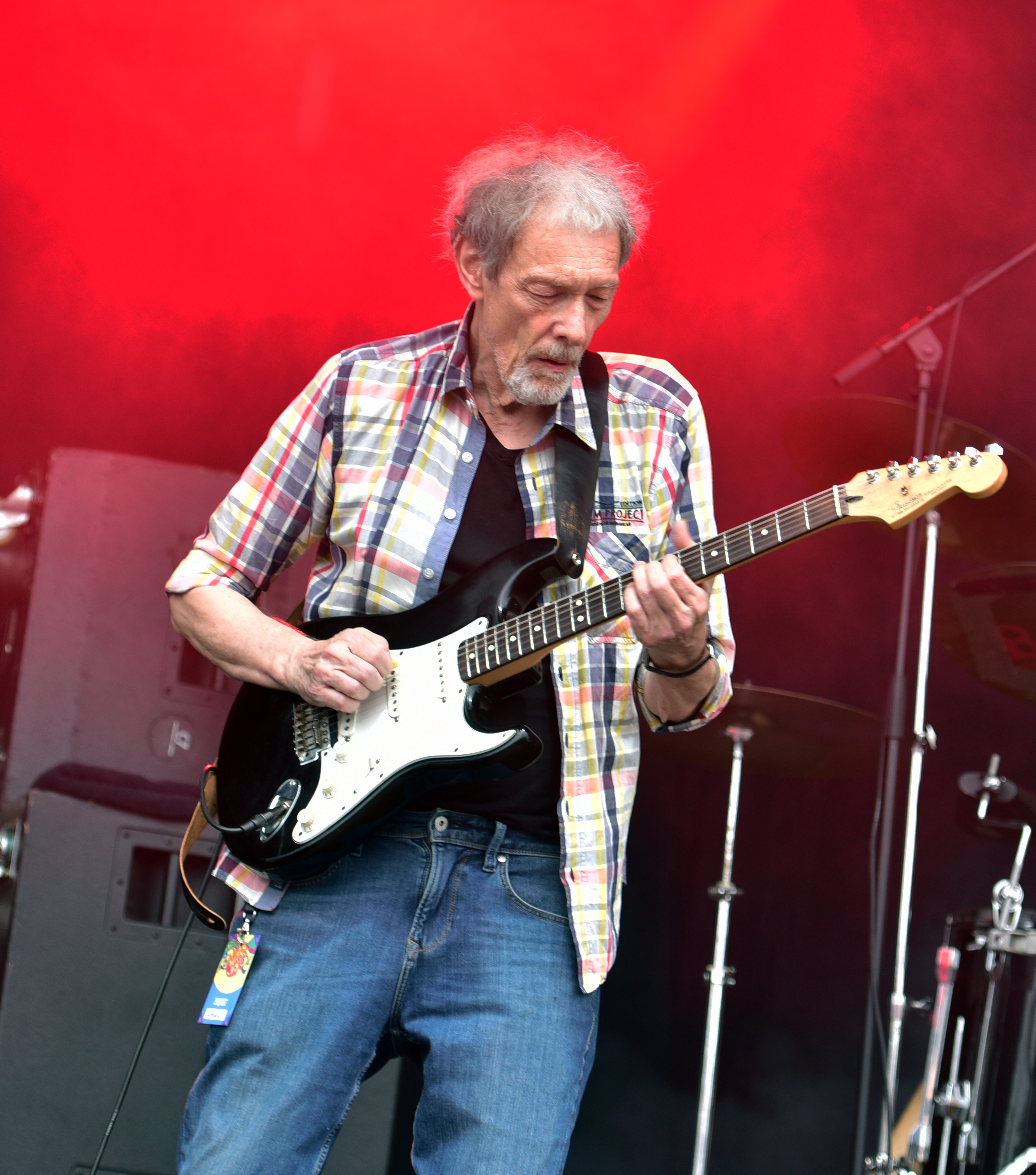
Peter Wolbrand beim Burg Herzberg Festival 2024

Peter Wolbrandt (* 29. Oktober 1949 in Krefeld) ist ein deutscher Gitarrist, der als Mitglied der Band Kraan bekannt wurde.

## Karriere
Gemeinsam mit seinem jüngeren Bruder Jan Fride Wolbrandt und Mitschüler Hellmut Hattler spielte Peter Wolbrandt Ende der 1960er in verschiedenen Bands, bis sie Kraan gründeten. Wolbrandt war bisher auf fast allen Alben und Touren der Band vertreten. 
In den Jahren 1975 und 1982/3 spielte er gemeinsam mit Mani Neumeiers Guru Guru. Als Kraan Mitte der 1970er Jahre eine zweijährige Pause machte, veröffentlichte er ein Soloalbum. Während einer längeren Bandpause zwischen 1992 und 2000 arbeitete er als Grafiker und Programmierer und gründete mit seinem Bruder eine Firma. Anlässlich des dreißigjährigen Jubiläums reformierte sich die Band im Frühjahr 2000 und tritt seitdem wieder gemeinsam auf.

## Das Leopardenkästchen
Wolbrandt hat ein Instrument gebaut, das ein „Mittelding zwischen Gitarre, Mandoline, E-Gitarre und Geige“ ist – das Leopardenkästchen. Es ist in einem gleichnamigen Stück zu hören, das von Guru Guru und Kraan gemeinsam gespielt wurde.

## Diskografie
Siehe Diskografie von Kraan.